# Skeletons in the Closet (album av Children of Bodom)
Skeletons in the Closet är ett samlingsalbum med covers inspelade av metalbandet Children of Bodom. Skivan gavs ut 2009. Den innehåller fyra tidigare outgivna inspelningar, "Hell Is for Children", "Antisocial", "War Inside My Head" och "Waiting".

## Låtlista
Originalartist inom parentes.
1. "Lookin' out My Back Door" (Creedence Clearwater Revival) - 2:09
2. "Hell Is for Children" (Pat Benatar) - 4:01
3. "Somebody Put Something" (Ramones) - 3:17
4. "Mass Hypnosis" (Sepultura) - 4:03
5. "Dont Stop at the Top" (Scorpions) - 3:25
6. "Silent Scream" (Slayer) - 3:18
7. "She Is Beautiful" (Andrew W.K.) - 3:27
8. "Just Dropped In (To See What Condition My Condition Was In)" (Kenny Rogers) - 2:39
9. "Bed of Nails" (Alice Cooper) - 3:54
10. "Hellion" (W.A.S.P.) - 3:01
11. "Aces High" (Iron Maiden) - 4:30
12. "Rebel Yell" (Billy Idol) - 4:12
13. "No Commands" (Stone) - 4:49
14. "Antisocial" (Trust/Anthrax) - 3:36
15. "Talk Dirty to Me" (Poison) - 3:36
16. "War Inside My Head" (Suicidal Tendencies) - 3:25
17. "Ooops!... I Did it Again" (Britney Spears) - 8:39